# 淋巴絲蟲病
淋巴絲蟲病是由絲蟲等寄生虫引起的疾病，患者通常在兒童時期感染。大多數感染者無症狀，但部分感染者會出現象皮病，會讓其手臂、腿、乳房或生殖器严重肿胀並導致疼痛。
世界各地超過1億人受淋巴絲蟲病感染，是導致永久性残疾的主因。受此影响的人往往无法工作，且常因毁容和残疾而被排斥。 
淋巴絲蟲病是首個被发现由蚊子傳播的疾病，絲虫可以透過受到感染的蚊子叮咬他人而散播。目前已知班氏絲蟲、馬來絲蟲與帝汶絲蟲可感染人類，當中以班氏丝虫最常見。絲蟲進入人體後會在淋巴管内筑巢并破坏淋巴系統，它們可以在人体内存活8年，同时繁殖数百万後代，幼虫会以血液在人體內循环。醫生會在晚上採集疑似受感染者的血液，血液經吉姆萨染液染色後再以血液抹片於顯微鏡下觀察是否受感染，也可以檢驗血清中是否含有抗體以診斷。
該疾病可以透過大規模驅蟲防治，通常會給予阿苯达唑、伊维菌素和乙胺嗪等驅蟲藥之組合，持續6年直至再無人受感染。 防止蚊虫叮咬也是預防手段之一，包括减少蚊子数量和使用蚊帳。 
截至2022年，全球47个国家共有约4000万人感染，约8.63亿人面临患病风险。 它在热带非洲和亚洲最为常见。 淋巴丝虫病被列为被忽视的热带疾病、也是四种主要蠕虫病之一。 该疾病每年造成数十亿美元的经济损失。 

## 体征和症状

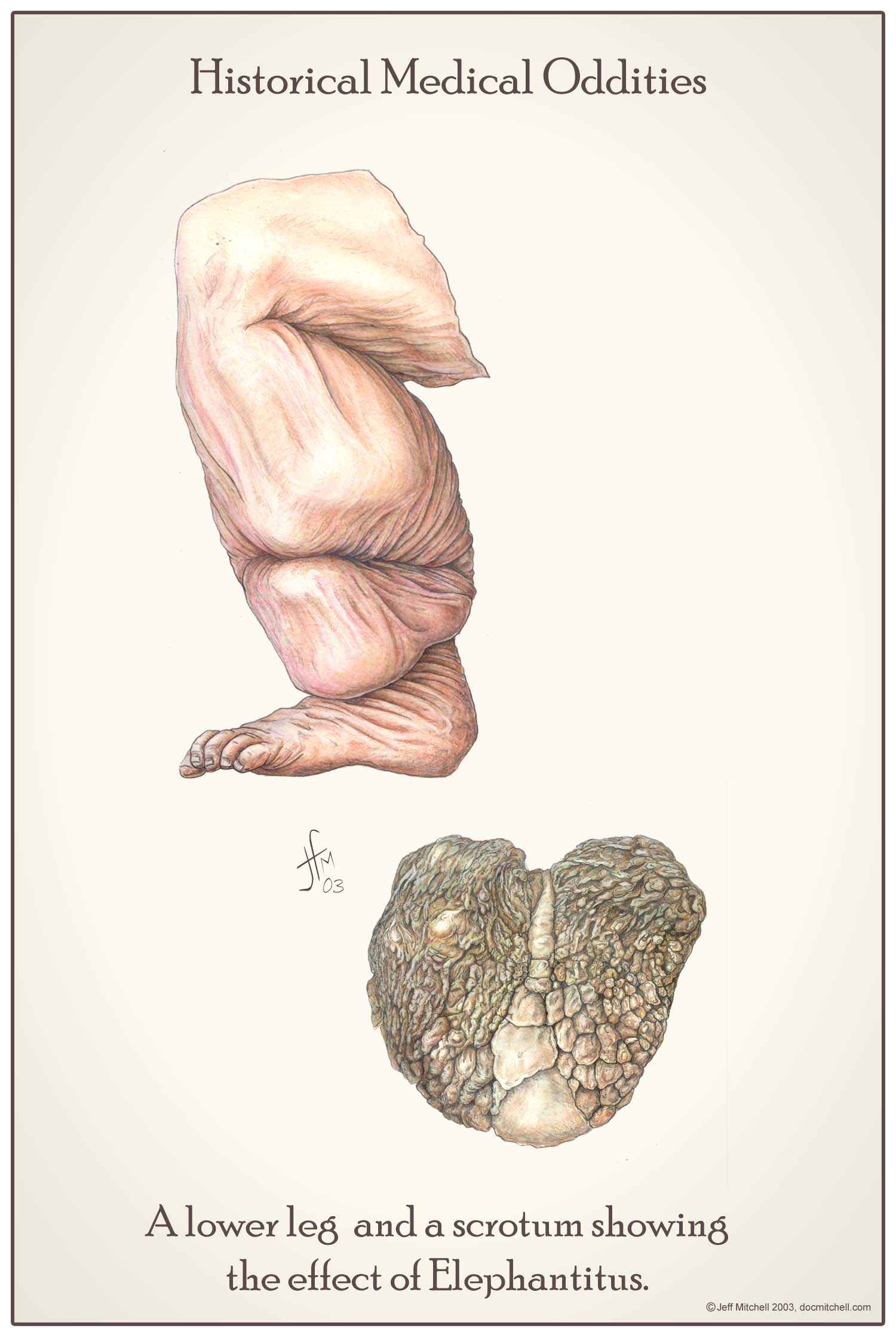
国家卫生和医学博物馆的藏品，描述象皮病的症狀

大多數感染淋巴絲蟲病患者不會出現症狀，但部分患者的淋巴管會受損害，這可以透過醫學超音波檢查出來。在感染数月至数年后，蠕虫会死亡，引发免疫反应，導致发烧和淋巴结肿大及疼痛（通常是腹股溝淋巴結）。在淋巴丝虫病流行地区，患者通常在儿童时期感染，并在青春期出现症状。
一部分患者的淋巴管會持续受到损害，讓血管无法讓淋巴液循环，导致淋巴液在手臂、腿、乳房或阴囊等地聚集並出現淋巴水腫；負責运输免疫细胞的淋巴功能丧失，导致反复遭受各种感染。在感染、發炎與淋巴管受損下，患者的肢體會極度腫脹，周围皮肤变厚、干燥、变色，并布满疣状肿块，其中含有曲折的淋巴管环。 
即使沒有淋巴損害，有些患者仍可能對毛細血管內的線蟲幼蟲產生過敏反應，稱為熱帶性肺部嗜酸性白血球增生。這些患者會出現夜間咳嗽、疲勞和體重下降。隨著時間推移，肺部可能受損，導致限制性肺病（肺活量下降）。

## 病因

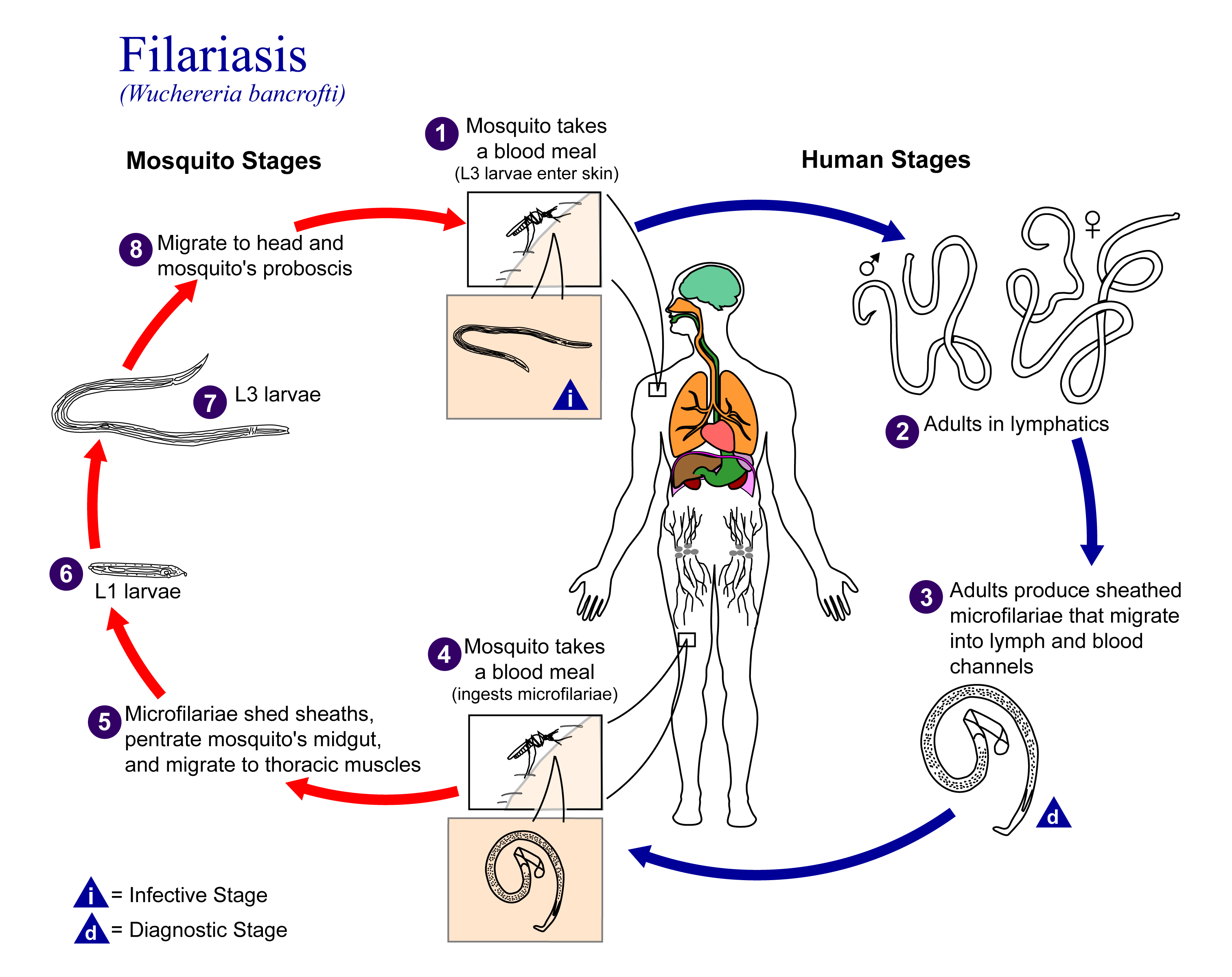
班氏絲蟲的生命周期

淋巴絲蟲病是由班氏絲蟲、馬來絲蟲、帝汶絲蟲三种不同的絲虫感染導致，其中約90%患者是受班氏絲蟲感染。絲虫可以感染黑斑蚊、瘧蚊等蚊子，再透過其叮咬以传播。
当蚊子叮咬时，絲蟲幼虫落到皮肤上。它们爬进咬伤处，穿过皮下组织，並进入淋巴管。幼虫在淋巴管中生長約1年直至成年，成年雌蟲体长約10公分、雄蟲約5公分。雌蟲和雄蟲交配后，雌蟲开始不断產下幼絲蟲。在成蟲剩餘5至8年的壽命裡，成年雌蟲每天会產下超过1萬条幼絲蟲。幼絲蟲通常在夜间在血液中循环。白天，它们會聚集在肺部的毛细血管中。 
當蚊子叮咬受感染者時，會連同血液一起吸入微絲蟲。在蚊子體內，這些幼蟲穿透胃壁並移動至飛行肌肉，在那裡發育10至 20天後成具有感染人類能力的成熟形式。隨後，它們遷移至蚊子的口部，在蚊子下一次叮咬時被傳播到新宿主，從而延續其生命週期。
淋巴絲蟲病本身是多种复杂因素相互作用的结果：絲蟲、絲蟲体内的內共生沃尔巴克氏体、宿主的免疫反应，以及各種機會性感染和併發症。成虫寄生于人体淋巴系统中，阻碍全身淋巴液的流动，导致慢性淋巴水肿。

## 診斷
診斷淋巴絲蟲病的首選方法是透過顯微鏡檢查血液樣本，尋找體內的微絲蟲。通常會採集厚血片，並使用吉姆萨染色分析。診斷者需能區分班氏絲蟲與其他可能存在的寄生蟲，若血樣在微絲蟲進入血液循環時採集，血片檢測是一種簡單且相當準確的診斷方法。然而，由於微絲蟲僅在夜間進入血液循環，因此血液樣本須在夜間採集。
即使在病情晚期，也可能難以在外周血液中檢測到病原體。在此情況下，可透過血清抗體檢測來診斷該疾病。[4] 另外，聚合酶鏈式反應（PCR）測試可檢測極微量（1皮克）的絲蟲 DNA。死亡並鈣化的線蟲可透過X光檢測發現，而超音波檢查則可偵測成蟲移動時所產生的影像與聲音。

### 鑑別診斷
淋巴絲蟲病可能與非絲蟲性象皮病（又稱土源性象皮病）混淆，後者是一種非傳染性疾病，由長期赤腳接觸含鹼性的刺激性黏土土壤引起。然而，非絲蟲性象皮病通常是雙側影響雙腿，而淋巴絲蟲病則多為單側影響。此外，非絲蟲性象皮病極少影響腹股溝區域，與淋巴絲蟲病不同。此外，地理分佈也可作為區分依據：非絲蟲性象皮病多發於高海拔、季節性降雨量大的地區，而淋巴絲蟲病則較常見於低海拔、蚊蟲盛行的地區。

## 預防
現今已证实驱虫剂和蚊帐（尤其是经过溴氰菊酯或氯菊酯等杀虫剂处理过的蚊帐）可在流行地区防止蚊虫叮咬，進而减少淋巴丝虫病传播。此外，室內滞留喷洒和个人防护设控制病媒的重要措施。
由于淋巴丝虫病尚无已知动物宿主，因此該疾病被認為可以完全消滅。世界卫生组织正協調全球努力以根除此疾病，其主要策略是對高風險人群進行大規模驅蟲治療（MDA，Mass Drug Administration）。具體治療方案取決於該地區是否與其他絲蟲病並存。WHO 的年度 MDA 指南如下
- 與罗阿罗阿丝虫共流行的地區：施用400 mg阿苯达唑
- 與蟠尾絲蟲症共流行的國家：施用200 mcg/kg伊維菌素與400 mg阿苯達唑。
- 沒有蟠尾絲蟲症的國家：施用6 mg/kg乙胺嗪與400mg 阿苯達唑。
- 符合 IDA 指南、且無盤尾絲蟲病的國家[24]：施用200 mcg/kg伊維菌素、6 mg/kg乙胺嗪與400 mg阿苯達唑。[6][8]

由於該寄生蟲必須依賴人類宿主繁殖，對高風險人群進行連續治療4至6年就有可能打破傳播鏈，最終導致病原體滅絕。
2011年，斯里蘭卡被WHO認證為已根除淋巴絲蟲病。2017 年7月，WHO 宣布湯加已根除該病。此外，柬埔寨、中國、庫克群島、埃及、基里巴斯、馬爾地夫、馬紹爾群島、紐埃、帕勞、韓國、泰國、瓦努阿圖、越南及瓦利斯和富圖納群島等國家和地區亦已根除該病。WHO於2020年設定目標，希望在 2030年前讓80%的流行國家消除淋巴絲蟲病。
淋巴絲蟲病目前尚无疫苗，2013年伊利諾大學醫學院报告称，針對馬來絲蟲的小鼠測試中疫苗效力達95%。

## 治療
淋巴絲蟲病的治療方式部分取決於感染該病的地理區域，通常涉及兩種或以上的驅蟲藥聯合使用，如阿苯達唑、伊維菌素和乙胺嗪。在漠南非洲，該病通常使用阿苯達唑與伊維菌素治療；在西太平洋地區，則使用三種藥物聯合治療。阿苯達唑與乙胺嗪的組合雖然常見，但不像其他組合那樣具有區域特異性。對於與罗阿罗阿丝虫病共流行的地區，則採用阿苯達唑單藥治療，並結合病媒控制措施，2022年約1120萬人接受此治療方案。
沃尔巴克氏体是寄生於絲蟲體內的共生細菌，為絲蟲提供生存所需的營養。四環素類抗生素多西环素可殺死這些細菌，進而阻止微絲蟲發育成成蟲，並縮短成蟲的壽命，使其在1至2年內死亡，而非原本10至14年的壽命。多西環素已被證明對治療淋巴絲蟲病有效，但其治療限制包括：
- 需持續服用４至６週，而抗蠕蟲藥通常只需單次劑量。
- 不適用於幼童與孕婦
- 具有光毒性，可能導致光過敏反應。[28]

阿苯達唑考以阻止絲蟲吸收葡萄糖，使其因能量耗竭而死亡。單獨使用阿苯達唑的療效不一，但與乙胺嗪聯合使用時效果更佳。
伊維菌素常與阿苯達唑並用，其作用機制為與寄生蟲神經細胞結合，使其對氯離子通透性增加，最終導致寄生蟲癱瘓死亡。然而伊維菌素只能殺死幼蟲，無法殺死成蟲，因此通常需與 乙胺嗪合併使用，以同時消滅幼蟲和成蟲。
對於陰囊象皮病（scrotal elephantiasis）和鞘膜积液，手術可能有幫助。然而，手術對於四肢象皮病的治療效果有限。保持良好的卫生习惯、皮肤护理、运动和抬高受感染的肢体，可以减少或预防淋巴水肿和鞘膜积液引起的急性炎症反应。

## 流行病学

每十萬人因淋巴丝虫病而损失的失能調整生命年
無資料
小於10年
10–50
50–70
70–80
80–90
90–100
100–150
150–200
200–300
300–400
400–500
大於500年

淋巴絲蟲病發生在非洲、亞洲、中美洲、加勒比地区、南美洲以及某些位於熱帶和亞熱帶地區的太平洋島國。由淋巴絲蟲病引起的象皮病是世界上最常見的永久性殘疾之一。截至2018年，全球約有5100萬人感染淋巴絲蟲病，至少50個國家共8.63億人生活在需要預防性治療以阻止感染擴散的地區。到2022年，感染人數已降至約4000萬、在47個國家流行。這些改善主要歸功於世界衛生組織發起的全球消除淋巴絲蟲病計劃。自該計劃實施以來，已有7.4億人不再需要接受預防性治療。
90%的淋巴丝虫病是由班氏丝虫引起，其余病例大多是由马来丝虫引起的，而帝汶丝虫較為罕見。班氏丝虫主要影響赤道帶地區，包括非洲、尼羅河三角洲、土耳其、印度、東印度群島、東南亞、菲律賓、太平洋島嶼和南美部分地區。由於該病需要多次蚊蟲叮咬並持續數月至數年才能傳播，因此透過旅遊感染的風險較低。班氏丝虫之病媒蚊偏爱吸食人血，人類是唯一已知的天然宿主，無已知的動物宿主。淋巴丝虫病在美国极为罕见，仅在20世纪初在南卡罗来纳州报告过一起病例。
在南美洲，巴西、多明尼加共和國、圭亞那和海地四國致力於控制淋巴絲蟲病。在拉丁美洲，該病主要由班氏丝虫傳播，當地的主要媒介蚊為库蚊属。為了應對該病的迅速發展，該地區推行了大規模藥物投放（MDA）計劃，該計劃已導致對藥物治療需求減少67%。
巴西應對該病的方法包括以MDA計劃向受影響最嚴重的社區提供乙胺嗪藥物，並提供術後護理，例如教導家屬如何護理患者、幫助患者尋找工作以及提供社會支援網絡，以幫助患者重新融入社會。
多明尼加共和國從2002年到2007年每年施行5輪DEC藥物治療，之後又進行了3輪MDA。
圭亞那在2003至2007年期間使用DEC強化鹽來控制該病，並從2014年起改用MDA與DEC藥物相結合，以提高患者教育和治療的可及性。
海地則在2002年開始使用DEC藥物，到2012年已達到全國範圍覆蓋，至2014年已有約20個社區不再需要MDA。
在淋巴丝虫病流行的社区中，多达10%的女性会出现肢体肿胀，50%的男性会出现生殖器毁损。

## 歷史

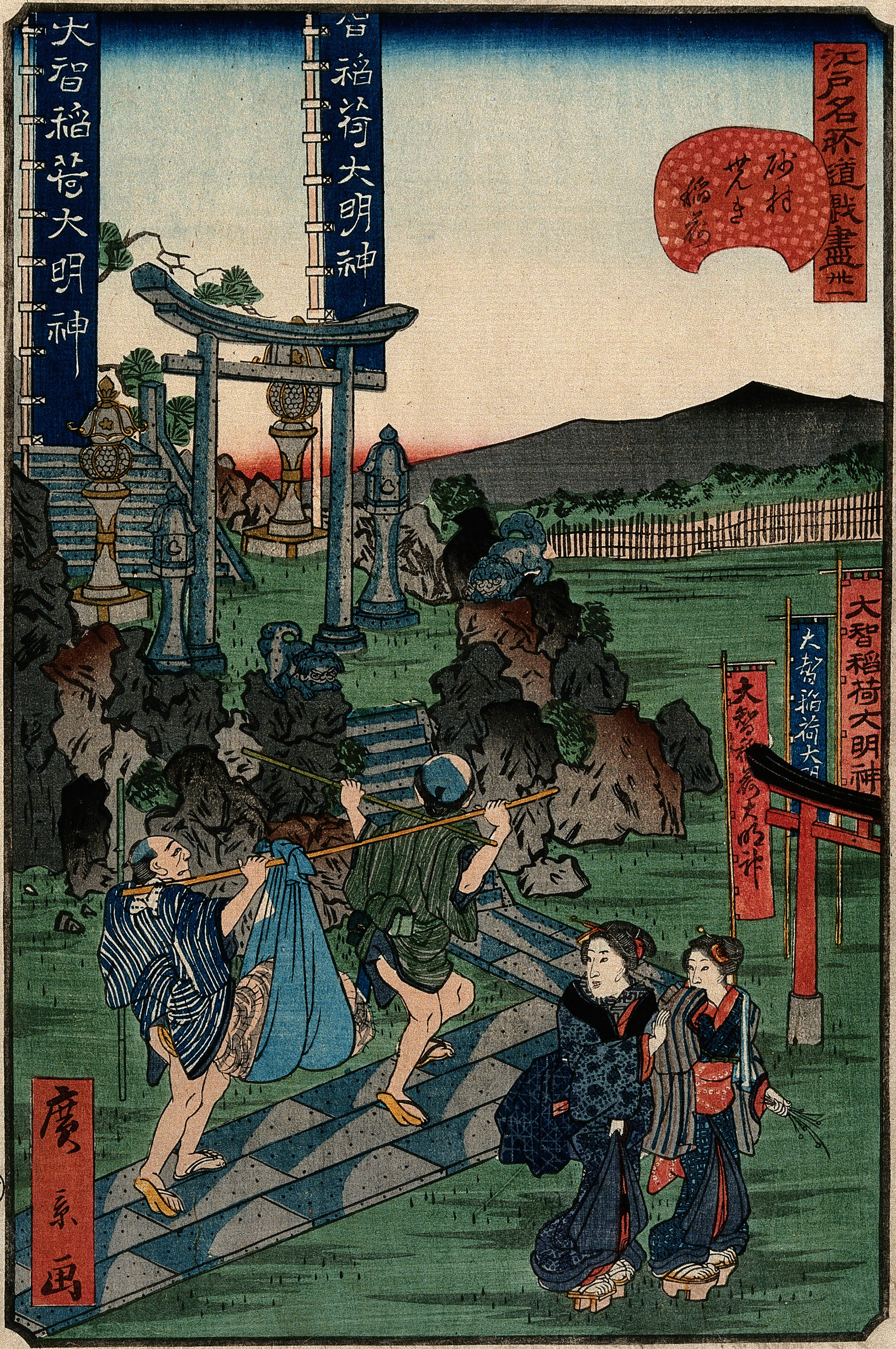
患有象皮症導致陰囊腫大的日本男子

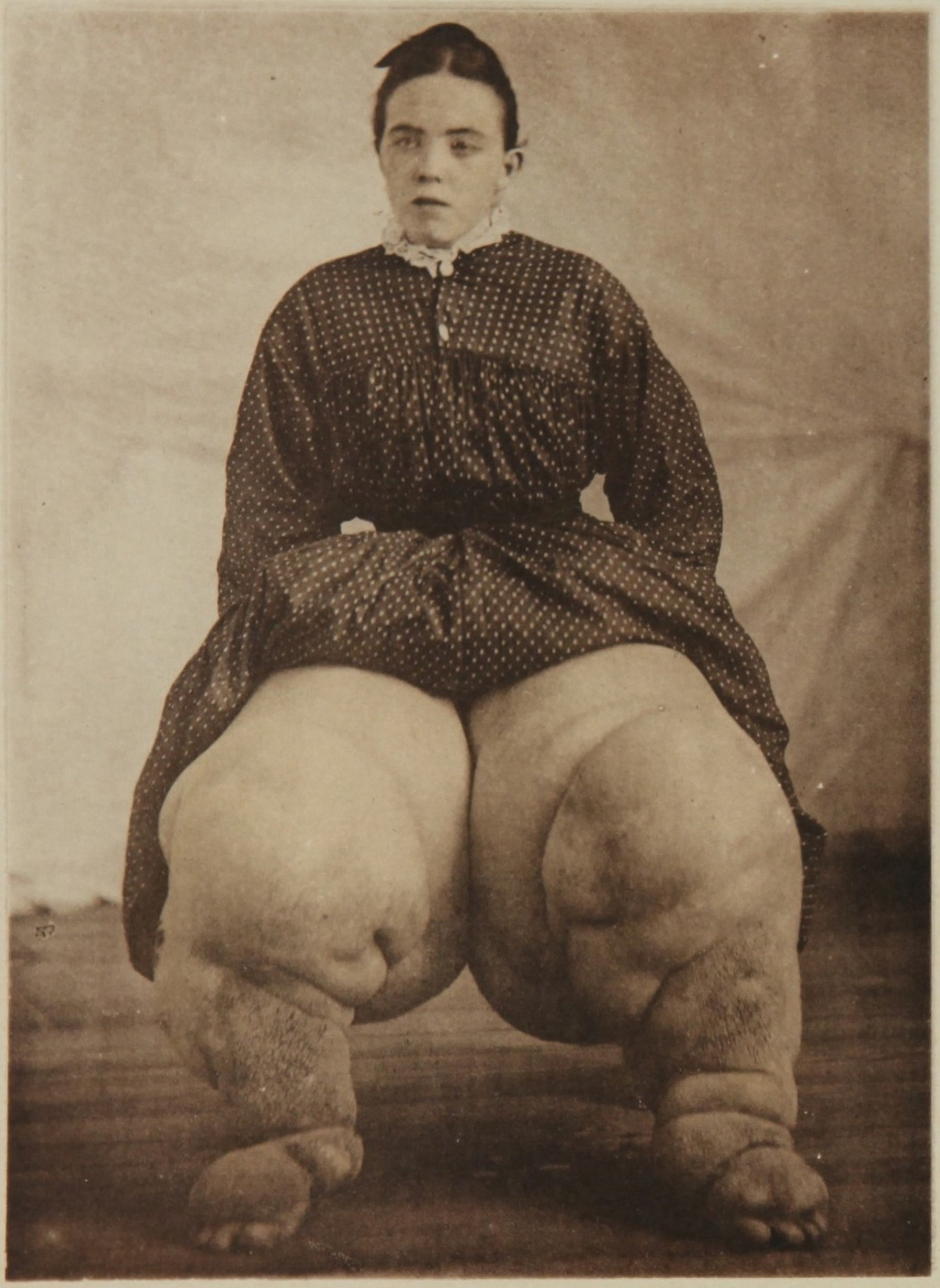
患有象皮病的19岁女性，攝於1878年

有證據顯示淋巴絲蟲病的病例可追溯至4000年前。古印度的《梨俱吠陀》約在西元前1500年至1200年成書，當中可能提及了象皮病。《梨俱吠陀》第七卷的第五十首讚歌向神祇密多羅（Mitra）、伐楼那和阿耆尼祈求保護，避免受到「內部滋生並腫脹的事物」侵害。詩歌的作者懇求諸神不要讓「蟲」傷害他的腳，並描述該疾病會導致腳踝和膝蓋出現腫塊。古埃及（西元前 2000 年）和西非诺克文化（西元前 500 年）的文物中，也顯示了可能的象皮病症狀。最早明確記載該疾病的文獻出現在古希臘，當時學者將淋巴絲蟲病與痲瘋病區分開，將痲瘋病稱為「希臘象皮病」（elephantiasis graecorum），而將淋巴絲蟲病稱為「阿拉伯象皮病」（elephantiasis arabum）。
關於該病症狀的首次記錄出現在 16 世紀，當時荷蘭探險家扬·哈伊根·范林斯霍滕在探索果阿時紀錄到該病。隨後的探險家在亞洲和非洲地區也記錄了類似的症狀，但對該病的真正理解直到幾個世紀後才逐漸建立。
該病的致病原首次於19世紀晚期被識別。1866 年，提摩西·路易斯在尚·尼古拉斯·德·馬爾奎和奧托·亨利·武歇雷的研究基礎上，確認微絲蟲與象皮病之間的關聯，為後續研究奠定基礎。1876年，約瑟夫·班克羅夫特發現了絲蟲成蟲。隔年，萬巴德提出了該病與節肢動物傳播的關聯，並證實蚊子體內含有該病原體。然而，曼森當時誤認該病是透過接觸蚊蟲產卵的水體傳播的。1900 年，喬治·卡邁克·洛確認了真正的傳播方式，發現蚊子口器內存在絲蟲，从而确定其透過蚊蟲叮咬傳播的機制。
|                                 | 馬拉巴爾地區許多人，包括奈爾和婆羅門及其妻子，甚至總人口的四分之一或五分之一，包括最底層的族群，都患有雙腿嚴重腫脹的疾病，這是一種可怕的景象。他們說這是因為他們經常涉水，而這片土地本身就十分潮濕。當地語言稱這種病為「pericaes」，這種腫脹從膝蓋以下蔓延，但患者不會感到疼痛，也不會特別在意這種疾病。 |
| ——托梅·皮雷斯，東方志1512–1515. | |

## 研究方向
伊利诺伊大学芝加哥分校的研究人员开发出预防淋巴丝虫病的新型疫苗。该疫苗已被证明能在淋巴丝虫病感染的小鼠引发强烈的保护性免疫反应。这种疫苗引发的免疫反应已被证明可以在小鼠模型中预防班氏絲蟲和马来絲蟲感染，并且可能对人类有用。
2007年9月20日，遗传学家发表了首篇马来丝虫的完整基因组草稿。该計畫于1994年启动，到2000年時已确定其80%基因组。确定其基因可能有助于药物研发和疫苗。 

## 獸類疾病
奥城盘尾丝虫可导致牛隻的淋巴丝虫病。

### 書籍
- Despommier DD, Griffin DO, Gwadz RW, Hotez PJ, Knirsch CA.  (PDF) 7. Parasites Without Borders. 2019: 253–264  [18 May 2024]. （原始内容存档 (PDF)于2021-11-24）.
- Hotez, Peter J.  Third edition. Washington, DC: Wiley, ASM Press. 2022. ISBN 978-1-68367-389-7.
- Lourens, Gayle B.; Ferrell, Denise K. . Nursing Clinics of North America. Infectious Diseases. 2019-06-01, 54 (2): 181–192  [2025-04-25]. ISSN 0029-6465. PMID 31027660. doi:10.1016/j.cnur.2019.02.007. （原始内容存档于2025-07-26）.